# Sakir Muchamedschanow
Sakir Muchamedschanowitsch Muchamedschanow (russisch Закир Мухамеджанович Мухамеджанов; usbekisch Zikir Muhammadjonov; * 1. Januar 1921 in Taschkent; † 23. August 2012 ebenda) war ein sowjetischer Schauspieler aus der Usbekischen SSR.

## Leben
Muchamedschanow begann seine Schauspieltätigkeit 1938 am Hamza-Nationaltheater in Taschkent und spielte dort unter anderem in Stücken von Hamza, Furkat, Schatrow und Sofronow und verkörperte die historischen Figuren Temur Malik, Alischer Nawoij, Mirza Ulugbek, Abu Raihan Biruni und Lenin. 1949 erlangte Muchamedschanow einen Abschluss am Taschkenter Theater-Institut A. N. Ostrowski. Zu seinen mehr als einhundert Rollen in siebzig Jahren am Theater gehörten auch weltliterarische Klassiker wie Schillers Kabale und Liebe, in dem er den Ferdinand spielte, und Shakespeare-Dramen.
1951 wurde Muchamedschanow Mitglied der KPdSU. 1956 hatte er sein Filmdebüt. Bekanntheit erlangte er durch seine Rollen in Usbekfilm-Produktionen unter der Regie von Latif Faisijew, die insbesondere in den 1980er Jahren auch in ostdeutsche Kinos gelangten. Zu seinen wichtigsten Rollen gehörte die Titelrolle des Filmes General Rachimow (1968). 1980 spielte er in der sowjetisch-indischen Koproduktion Ali Baba und die 40 Räuber Ali Babas Vater.

## Auszeichnungen
Muchamedschanow wurde 1968 auf den Allunionsfilmfestival in Tallinn für seine Hauptrolle in dem Film General Rachimow ausgezeichnet. Den Orden des Roten Banners der Arbeit erhielt er zwei Mal (1970 und 1975). Für seine Theaterarbeit wurde ihm der Staatspreis der UdSSR (1977) und der Staatspreises der usbekischen SSR (1989) zuerkannt.
Daneben wurde er 1956 als „Verdienter Künstler der usbekischen SSR“ und 1964 als „Volkskünstler der Usbekischen SSR“ geehrt. 1977 erhielt er den Titel Volkskünstler der UdSSR. Auch nach der Unabhängigkeit der Republik Usbekistan wurde er mit Auszeichnungen bedacht, so 1998 als „Hero of Uzbekistan“.

## Filmografie (Auswahl)
- 1968: Генерал Рахимов (General Rachimow)
- 1976: Ferne nahe Jahre (Далекие близкие годы)
- 1980: Ali Baba und die 40 Räuber (Приключения Али-Бабы и сорока разбойников/अलीबाबा और 40 चोर)
- 1980: Das Geschenk des Emirs (Служа Отечеству)
- 1981: Das Goldene Vlies (Золотое руно)
- 1982: Erwachen (Пробуждение)
- 1984: Legende von der Liebe (Легенда о любви/सोहनी महिवाल)
- 2002: Der Tanz der Männer (Dilhiroj)